# Filoctetes

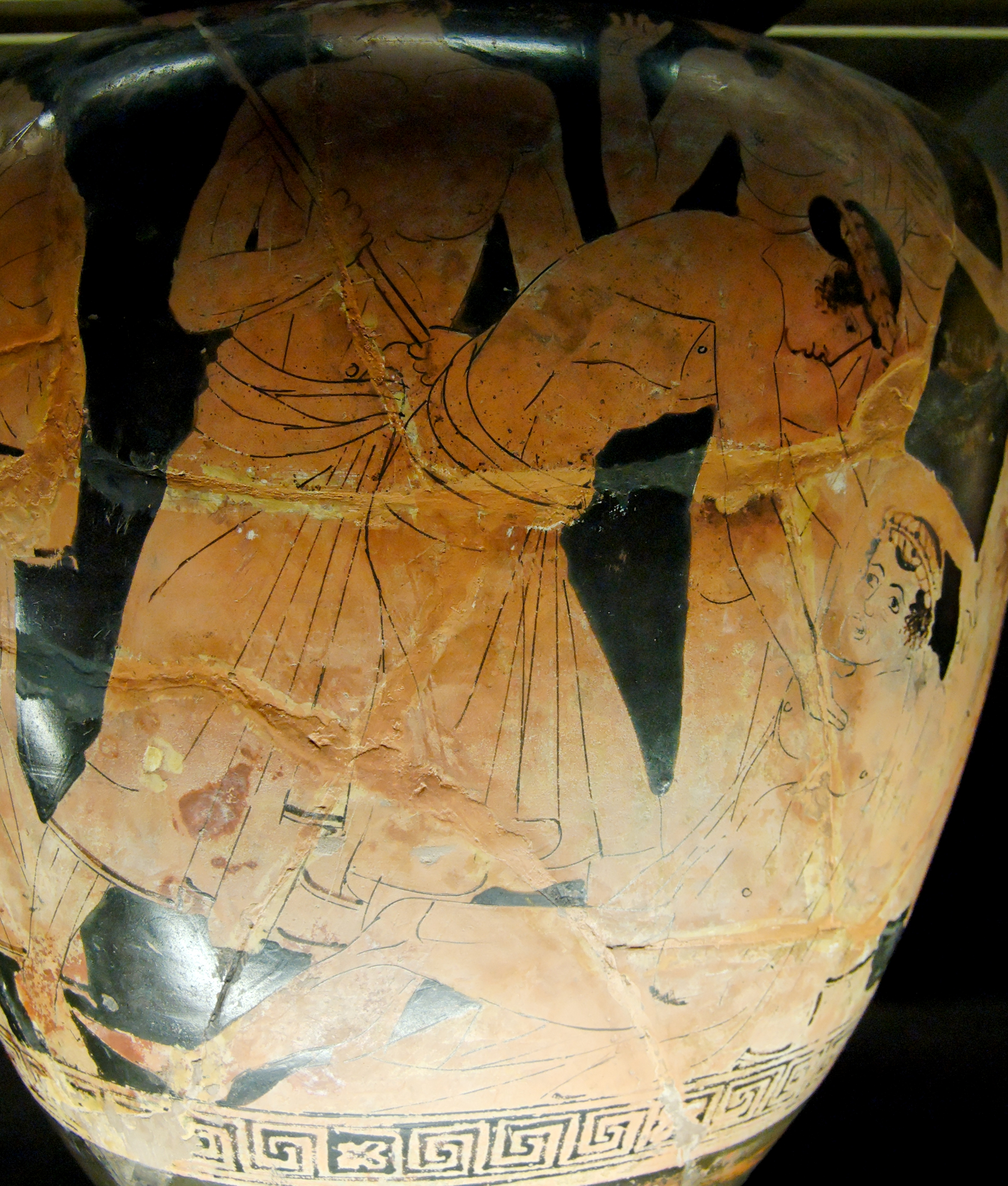
Filoctetes é abandonado ferido pela expedição grega a caminho de Troia; vaso ático da autoria de, ; Museu do Louvre

Na mitologia grega, Filoctetes (ou Filocteto; em grego: Φιλοκτήτης) era o filho do rei Peante da Melibeia e de Demonassa, originário da Tessália. A sua história é contada por Sófocles, e também por Virgílio, Píndaro, Séneca, Quintiliano, Ovídio e Higino. Seu pai, um dos argonautas, é dado como filho de Thaumacus.
Filoctetes era um dos Argonautas,<>Higino, Fabulae, XIV, O conjunto dos Argonautas</ref> bem como amigo pessoal  e mestre de armas de Héracles, estando presente no episódio da morte do herói. Por causa de ter sido Filoctetes a acender a pira funerária (fontes dizem que terá sido Iolau), foi ele quem recebeu o arco e flechas de Héracles. As flechas foram mergulhadas na bílis venenosa da Hidra de Lerna. Filoctetes jurou solenemente nunca revelar o local das cinzas de Héracles.

## Envolvimento na Guerra de Troia
Filoctetes viajou para Esparta e veio a ser um dos pretendentes de Helena de Troia. Esta acabou por casar-se com Menelau, e todos os pretendentes juraram proteger Helena. Quando esta fugiu com Páris, Menelau chamou Filoctetes para navegar até Troia.
Há duas versões que explicam a interrupção da viagem de Filoctetes até Troia, mas ambas referem que ele foi ferido no pé e que a ferida infectou e tinha um cheiro terrível. Odisseu retirou do acampamento dos Aqueus e deixou-o em Lemnos ou Crise.

### A ferida de Filoctetes
Uma das versões assenta que Filoctetes terá sido mordido por uma serpente que Hera enviou para molestá-lo como castigo pelo serviço prestado a Héracles, filho bastardo de Zeus. Outra tradição relata que os Gregos forçaram Filoctetes a mostrar-lhes onde é que as cinzas de Héracles foram depositadas. Filoctetes, não querendo quebrar o juramento com as suas próprias palavras, acabou por mostrar-lhes o sítio, no próprio local, com o pé. Assim que ele tocou no solo sob o qual estavam as cinzas, o seu pé ficou ferido, devido a uma flecha envenenada de Héracles que caiu da aljava, punindo assim o perjúrio de Filoctetes.
Fosse qual fosse a causa da ferida, Filoctetes não conseguiu juntar-se aos gregos restantes  e não ficou agradado pelo tratamento dado por Odisseu, que aconselhara os Atridas a deixá-lo. Médon tomou conta dos homens de Filoctetes. Filoctetes ficou sozinho em Lemnos durante dez anos.

### Saída de Lemnos
Heleno, filho do Rei Príamo, de Troia, foi forçado a revelar, sob tortura, que uma das condições para os gregos vencerem a Guerra de Troia, era a de usarem o arco e flechas de Héracles. Assim que ouviram isto, Odisseu e Neptólemo foram buscar Filoctetes em Lemnos. A sua ferida foi curada pelo herói médico Macaão ou Podalírio (filhos de Asclépio).
Segundo Higino, Filoctetes levou sete navios de Melibeia para a guerra. Filoctetes matou então muitos homens valorosos de Troia, tais como Páris, filho de Príamo e esposo de Helena. Depois da guerra, foi um dos que regressaram de Troia sem que lhes acontecessem qualquer infortúnio. Viajou para a Itália e fundou a cidade de Petilia, na Calábria, sendo considerado fundador dos Brutos, ou Brutti.

## Na cultura popular
O nome Filoctetes é aproveitado no filme de animação Hércules como o sátiro que treina Hércules.